# أنتوني هيلتون
أنتوني هيلتون (بالإنجليزية: Anthony J. W. Hilton)‏ هو رياضياتي بريطاني، ولد في 4 أبريل 1941.